# 迪亚娜·穆戈沙
迪亚娜·穆戈沙（1995年10月22日—），生于波德戈里察，黑山女子手球运动员。她曾代表黑山国家队参加2020年夏季奥林匹克运动会女子手球比赛，获得第6名。